# Faith No More
Faith No More – kalifornijski zespół z San Francisco, w swojej muzyce łączący rock, rap i metal, a także new romantic, pop, folk i inne gatunki.

## Historia

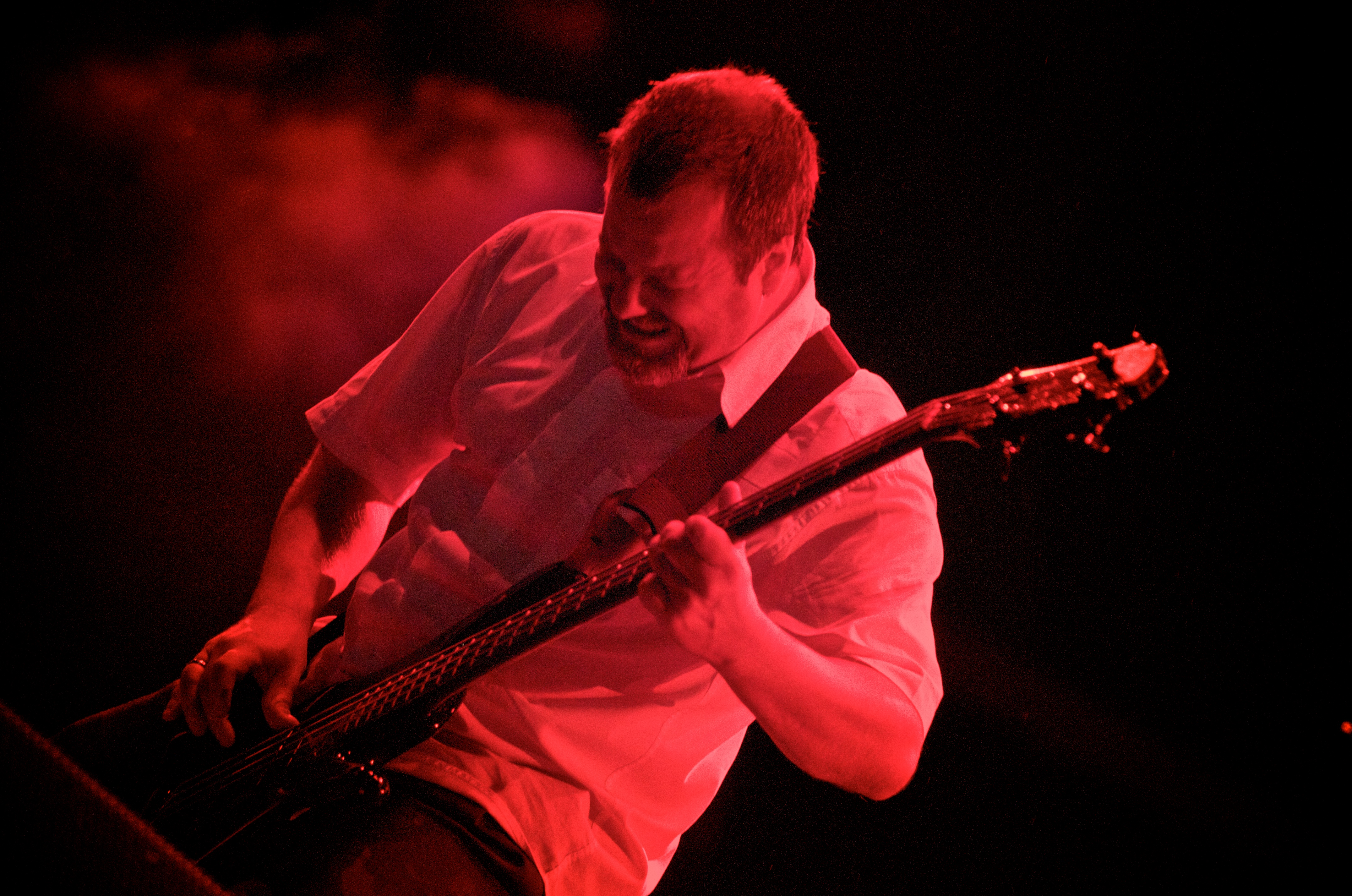
Billy Gould, 2009

Zespół powstał w 1981 roku jako Faith No Man. Pierwszymi muzykami byli Mike „Puffy” Bordin, Billy Gould, Mike „The Man” Morris i Wade Worthington. Po roku Worthingtona zastąpił klawiszowiec Roddy Bottum, a Mike Morris został wyrzucony. Od tego momentu zespół funkcjonował już jako Faith No More. W początkach kariery zespół często zmieniał wokalistów, wśród których znalazła się m.in. Courtney Love, późniejsza żona Kurta Cobaina. W 1984 r. wokalistą został Chuck Mosley, a gitarzystę Marka Bowena zastąpił Jim Martin.
Dzięki kasecie demo z 4 utworami zespół został zauważony i w 1985 r. wytwórnia Mordam Record wydała ich pierwszy prawdziwy album We Care a Lot. W tym samym roku grupą zainteresowała się wytwórnia Slash Records, która w 1987 roku wydała ich drugą płytę Introduce Yourself. Po trasie koncertowej, promującej album, zespół zebrał w Europie wiele przychylnych recenzji prasowych, jednak postanowił zwolnić Mosleya. Przyczynami były zbyt słabe możliwości wokalne oraz zbyt częste nadużywanie alkoholu, co doprowadzało do sprzeczek z kolegami z grupy. Jako nowego wokalistę Jim Martin zasugerował Mike’a Pattona, którego słyszał wcześniej na kasecie demo zespołu Mr Bungle, ukazującej mocno metalowe brzmienie zespołu.
Patton został wokalistą Faith No More w styczniu 1989 r. i w ciągu dwóch tygodni napisał teksty piosenek do albumu The Real Thing, nad którym zespół pracował już od jakiegoś czasu, a który ukazał się po pół roku. Albumem tym grupa zdobyła sobie przychylność krytyki i przez krótki czas grała jako support przed koncertami zespołu Metallica. Nie spowodowało to jednak diametralnego wzrostu popularności w Stanach Zjednoczonych.
Stało się to dopiero po wydaniu w 1990 roku jako singla utworu Epic. W dużej mierze wzrost popularności grupa zawdzięczać może dość kontrowersyjnemu teledyskowi do tej piosenki, który, mimo wszystko, dość często pokazywała telewizja MTV. Kolejny klip, nagrany do utworu Falling into Pieces, również okazał się dużym sukcesem. Faith No More stał się jednym z ulubionych zespołów swego gatunku muzycznego dla członków takich zespołów jak Metallica czy Guns N’ Roses. Pod koniec roku płyta The Real Thing uzyskała w Stanach status platynowej, a zespół otrzymał nominację do Grammy w kategorii „najlepszy występ heavymetalowo-hardrockowy”. Także w Wielkiej Brytanii album The Real Thing odniósł imponujący sukces.

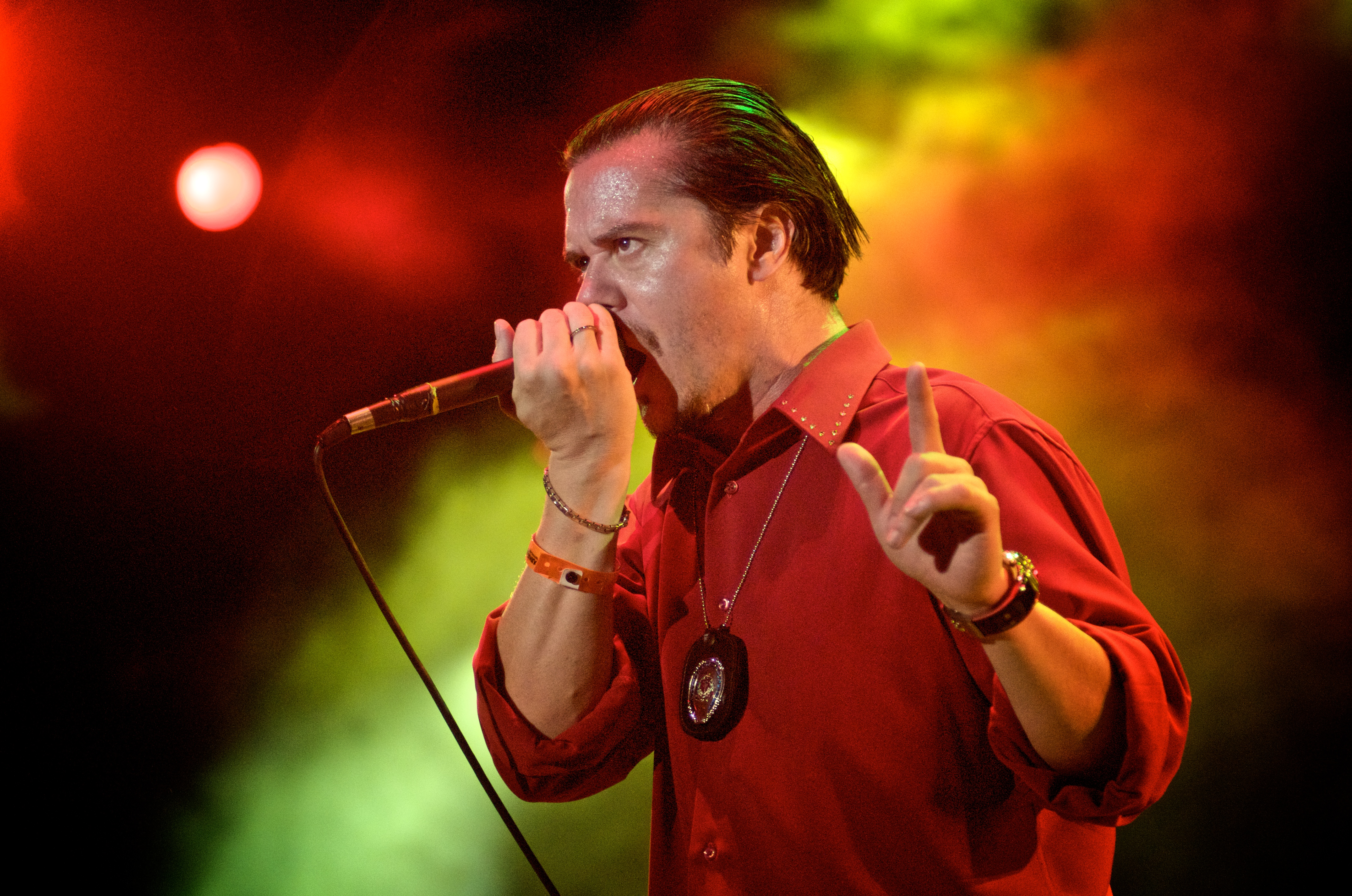
Mike Patton, 2009

W 1991 roku zespół wydał tam płytę Live at Brixton z nagraniem z koncertu, jaki dał w tym kraju przed dwoma laty. Na albumie dodatkowo znalazły się dwie nowe, nie publikowane wcześniej kompozycje. W innych krajach została wydana kaseta VHS z nagraniem tego samego koncertu. Od tej pory grupa grała koncerty w wielu krajach już jako główna gwiazda. Fani wszystkich rodzajów muzyki byli zafascynowani oryginalnym brzmieniem zespołu oraz stylem i obłędnym zachowaniem Pattona.
Komponowanie czwartego albumu Faith No More o nazwie Angel Dust odbywało się w znacznie lepszej atmosferze: Patton miał na to więcej czasu, poza tym czuł się już pełnoprawnym członkiem zespołu. Także Gould, Bottum i Bordin bardziej wierzyli w swoje umiejętności dzięki sukcesom The Real Thing. Przy tworzeniu nowego albumu nieco mniejszy wkład miał Martin. Nie akceptował on kierunku wytyczonego przez pozostałych muzyków, dlatego coraz rzadziej pokazywał się na próbach, a Gould coraz częściej zmuszony był do odgrywania partii gitarowych Martina. Ostatecznie na Angel Dust ciężkie gitary Martina usłyszeć można tylko w utworze Jizzlobber. Pierwszym singlem albumu, wydanego latem 1992 r., był Midlife Crisis regularnie grany przez wiele stacji radiowych i MTV. Kolejny teledysk do pochodzącego ze strony B Easy z repertuaru zespołu Commodores odniósł wielki sukces w Europie i uznawany jest za jedną z najlepszych piosenek zespołu. Do następnego teledysku do A Small Victory MTV nie podeszła już tak entuzjastycznie. Stało się tak prawdopodobnie dlatego, że utwór nie potwierdzał hardrockowego wizerunku grupy z poprzedniego albumu. Faith No More trudno było określić co do gatunku muzycznego, a MTV gustuje w muzyce, którą łatwo sklasyfikować.
Nie przeszkodziło to jednak zespołowi we wzięciu udziału w największej trasie koncertowej roku. Faith No More otwierało koncerty takich gigantów rocka, jak Metallica i Guns N’ Roses, których fani ciepło przyjęli ten kalifornijski zespół. Po zakończeniu tej trasy koncertowej grupa rozpoczęła własną trasę po Stanach Zjednoczonych i Europie, grając już jako główna gwiazda, jednak przed mniejszą publicznością.
W Europie i Australii krążek Angel Dust pobił The Real Thing w liczbie sprzedanych egzemplarzy, lecz w Stanach Zjednoczonych nie odniósł aż takiego sukcesu, mimo że osiągnął status złotej płyty. Także żaden singel wydany w USA nie powtórzył sukcesu Epic z poprzedniego albumu.
Po zakończeniu tego tournée, w listopadzie 1993 r., Jim Martin został zwolniony, gdyż zespół stwierdził, że brakiem entuzjazmu dla kierunku, w jaki zespół skierował swoją muzykę, wstrzymuje jego rozwój. Podczas nagrywania kolejnego albumu King for a Day... Fool for a Lifetime zespół zatrudniał znajomego Pattona z Mr Bungle, Treya Spruance’a. Opuścił on jednak grupę zaraz po zakończeniu nagrań, jeszcze przed trasą promującą ów album. Powody odejścia tego muzyka nie są do końca znane. Zespół utrzymywał, że Spruance nie chciał wziąć udziału w długiej światowej trasie koncertowej. Sam Trey twierdził jednak, że był gotowy do tournée, ale to grupa zdecydowała, że nie był on odpowiednim gitarzystą. W jego zastępstwie przyjęty został były technik Faith No More i gitarzysta zespołu DUH, Dean Menta.

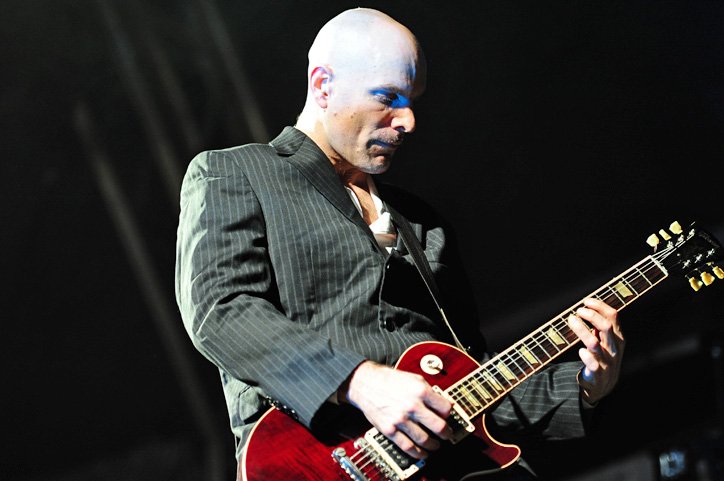
Jon Hudson, 2010

Album King for a Day... Fool for a Lifetime został ledwo dostrzeżony w Stanach Zjednoczonych. Jednak w Australii dotarł do pierwszych miejsc list przebojów, przynosząc takie hity, jak Evidence. Wszystkie teledyski, nagrane do piosenek Digging the Grave, Evidence i Ricochet, miały potencjał komercyjny, jednak zostały zignorowane przez amerykańską MTV. Zespół odwołał drugą część europejskiej trasy promującej King for a Day, gdyż zainteresowanie koncertami w Wielkiej Brytanii było znacznie mniejsze, niż zakładano. Uznano to jednak za dobrą okazję, aby wrócić do studia nagraniowego i zacząć pracę nad kolejnym albumem.
W ciągu kolejnych dwóch lat członkowie zespołu skupili się na swoich własnych projektach: perkusista Mike Bordin koncertował z Ozzym Osbourne’em, Mike Patton grał koncerty z Mr Bungle, promując ich nową płytę, ponadto nagrał dwa solowe albumy. Roddy Bottum natomiast odniósł sukces ze swoim zespołem Imperial Teen. Szerzyć zaczęły się pogłoski o rozpadzie grupy, która znowu musiała znaleźć nowego gitarzystę, gdyż Dean Menta okazał się świetnym gitarzystą, lecz niezbyt dobrym muzykiem studyjnym. Kolejnym gitarzystą Faith No More został Jon Hudson z Systems Collapse, przyjaciel Goulda.
W czerwcu 1997 r. ukazał się szósty studyjny album, Album of the Year. Singlami były Ashes to Ashes, Last Cup of Sorrow i Stripsearch, który przez swoje elektroniczne brzmienie potwierdzał doskonałą umiejętność łączenia różnych gatunków muzycznych przez Faith No More. Trasa koncertowa promująca ten album w Ameryce, Europie, a przede wszystkim w Australii okazała się sukcesem.
W 1998 roku ponownie zaczęło się mówić o rozpadzie zespołu. Tym razem znacznie intensywniej, niż wcześniej. Spekulowano, że zły wpływ na zespół miały indywidualne projekty członków zespołu, przez co muzycy mniej uwagi poświęcali Faith No More. 19 kwietnia 1998 roku Bill Gould zaczął rozsyłać faksem i pocztą elektroniczną poniższe oświadczenie:
Po piętnastu długich i owocnych latach Faith No More zdecydowało się położyć kres spekulacjom dotyczącym ich nadchodzącego rozpadu… przez rozwiązanie zespołu. Decyzja podjęta przez członków zespołu jest wspólna i nie będzie żadnego wytykania palcami, żadnego podawania nazwisk, poza jednym, ważnym do zapamiętania faktem, że „Puffy” to wszystko zaczął. Ponadto rozpad grupy umożliwi poszczególnym członkom kontynuować bez przeszkód prace nad swoimi indywidualnymi projektami. Na koniec, co najważniejsze, zespół pragnie podziękować wszystkim fanom i współpracownikom, którzy trzymali się blisko zespołu i udzielali mu poparcia w ciągu całej jego historii.
Ostatni koncert przed rozpadem Faith No More odbył się 7 kwietnia 1998 w Lizbonie.
W lutym 2009 została ogłoszona informacja o wznowieniu działalności grupy w składzie z 1998. Od 2009 zespół występował na koncertach (cykl The Second Coming Tour – trasa określana także jako Reunion Tour), m.in. trzykrotnie pojawił się w Polsce: 4 lipca 2009 w Gdyni podczas Heineken Open’er Festival trzy lata później podczas Malta Festival Poznań oraz 5 lipca 2014 w Gdyni podczas Open’er Festival. Ostatni koncert tej trasy miał miejsce 10 lipca 2012 w Londynie.
18 maja 2015 ukazał się siódmy album zespołu. Pierwsze od 18 lat studyjne wydawnictwo zatytułowano Sol Invictus.

## Muzycy

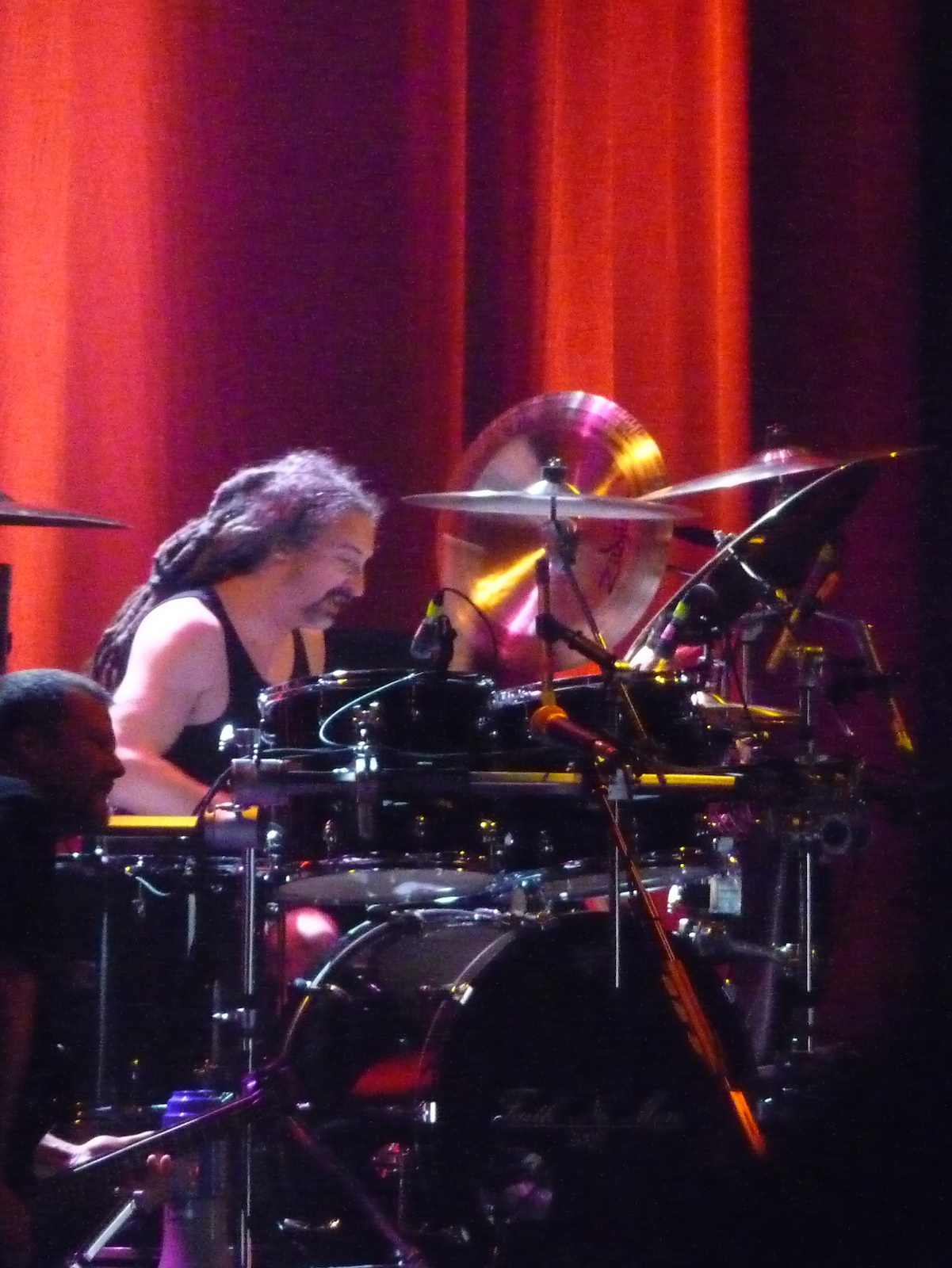
Mike Bordin, 2009

### Obecny skład zespołu
- Mike Bordin – perkusja, instrumenty perkusyjne, wokal wspierający (1981–1998; od 2009)
- Billy Gould – gitara basowa, wokal wspierający (1981–1998; od 2009)
- Roddy Bottum – keyboard, wokal wspierający (1981–1998; od 2009)
- Mike Patton – wokal prowadzący (1988–1998; od 2009)
- Jon Hudson – gitara, wokal wspierający (1996–1998; od 2009)

### Byli członkowie zespołu
- Mike Morris – wokal prowadzący, gitara (1981–1982)
- Wade Worthington – keyboard (1981)
- Courtney Love – wokal prowadzący (1982–1984)
- Chuck Mosley – wokal prowadzący (1984–1988)
- Jim Martin – gitara, wokal wspierający (1983–1993)
- Trey Spruance – gitara (1993–1995)
- Dean Menta – gitara (1995–1996)

## Dyskografia

### Albumy
| 1985                           | We Care a Lot - Data: 1985 - Wydawca: Mordam                                 | –  | –  | – | –  | –  | – | –  | – | –  | –  | –  | –  | – |                                            |
| 1987                           | Introduce Yourself - Data: kwietnia 1987 - Wydawca: Slash                    | –  | 57 | – | –  | –  | – | –  | – | –  | –  | –  | 88 | – |                                            |
| 1989                           | The Real Thing - Data: 3 lipca 1989 - Wydawca: Slash                         | 11 | 2  | – | –  | –  | – | –  | – | 48 | 38 | –  | 30 | – | - USA: platyna - UK: srebro - CAN: platyna |
| 1992                           | Angel Dust - Data: 8 czerwca 1992 - Wydawca: Slash                           | 10 | 4  | 4 | –  | 4  | 8 | 22 | 7 | –  | 18 | 9  | 2  | – | - USA: złoto - UK: srebro - CAN: platyna   |
| 1995                           | King for a Day... Fool for a Lifetime - Data: 25 marca 1995 - Wydawca: Slash | 31 | 2  | 9 | 22 | –  | 8 | 8  | 6 | 3  | 5  | 7  | 5  | – | - UK: złoto                                |
| 1997                           | Album of the Year - Data: 3 czerwca 1997 - Wydawca: Slash                    | 41 | 1  | 5 | 4  | 17 | 2 | 31 | 5 | 1  | 11 | 16 | 7  | – | - AUS: platyna                             |
| 2015                           | Sol Invictus - Data: 19 maja 2015 - Wydawca: Reclamation                     | 15 | 2  | 7 | 1  | 12 | 4 | 7  | 2 | 6  | 27 | 3  | 6  | 5 |                                            |
| „–” pozycja nie była notowana. |                                                                              |    |    |   |    |    |   |    |   |    |    |    |    |   |                                            |

### Kompilacje
| Rok                            | Tytuł                                                                                              | Pozycja na liście | Pozycja na liście | Pozycja na liście | Pozycja na liście | Pozycja na liście | Certifikat                  |
| Rok                            | Tytuł                                                                                              | AUS               | AUT               | NOR               | NZ                | UK                | Certifikat                  |
| ------------------------------ | -------------------------------------------------------------------------------------------------- | ----------------- | ----------------- | ----------------- | ----------------- | ----------------- | --------------------------- |
| 1998                           | Who Cares a Lot? - Data: 24 listopada 1998 - Wydawca: Slash, London Records                        | 4                 | 46                | 26                | 10                | 37                | - AUS: platyna - UK: srebro |
| 2003                           | This Is It: The Best of Faith No More - Data: 28 stycznia 2003 - Wydawca: Rhino, WEA               | –                 | –                 | –                 | –                 | –                 |                             |
| 2005                           | Epic and Other Hits - Data: 2005 - Wydawca: Warner Bros.                                           | –                 | –                 | –                 | –                 | –                 |                             |
| 2006                           | The Platinum Collection - Data: 10 stycznia 2006 - Wydawca: Warner Bros.                           | –                 | –                 | –                 | –                 | 38                |                             |
| 2008                           | The Works - Data: 31 marca 2008 - Wydawca: Rhino                                                   | –                 | –                 | –                 | –                 | –                 |                             |
| 2009                           | The Very Best Definitive Ultimate Greatest Hits Collection - Data: 8 czerwca 2009 - Wydawca: Rhino | –                 | –                 | –                 | –                 | –                 |                             |
| „–” pozycja nie była notowana. | |                   |                   |                   |                   |                   |                             |

### Albumy koncertowe
| Rok  | Tytuł                                                             | Pozycja na liście | Pozycja na liście |
| Rok  | Tytuł                                                             | AUS               | UK                |
| ---- | ----------------------------------------------------------------- | ----------------- | ----------------- |
| 1991 | Live at the Brixton Academy - Data:4 lutego 1991 - Wydawca: Slash | 93                | 20                |

### Single
| Rok                            | Tytuł                                       | Pozycja na liście | Pozycja na liście | Pozycja na liście | Pozycja na liście | Pozycja na liście | Pozycja na liście | Pozycja na liście | Pozycja na liście | Pozycja na liście | Pozycja na liście | Pozycja na liście | Pozycja na liście | Pozycja na liście | Album              |
| Rok                            | Tytuł                                       | USA               | USA Main.         | USA Mod.          | AUS               | AUT               | FIN               | FRA               | NLD               | NOR               | NZ                | SWE               | SWI               | UK                | Album              |
| ------------------------------ | ------------------------------------------- | ----------------- | ----------------- | ----------------- | ----------------- | ----------------- | ----------------- | ----------------- | ----------------- | ----------------- | ----------------- | ----------------- | ----------------- | ----------------- | ------------------ |
| 1988                           | „We Care a Lot”                             | –                 | –                 | –                 | –                 | –                 | –                 | –                 | –                 | –                 | –                 | –                 | –                 | 53                | Introduce Yourself |
| 1988                           | „Anne’s Song”                               | –                 | –                 | –                 | –                 | –                 | –                 | –                 | –                 | –                 | –                 | –                 | –                 | –                 | Introduce Yourself |
| 1989                           | „From out of Nowhere”                       | –                 | –                 | –                 | 83                | –                 | –                 | –                 | –                 | –                 | –                 | –                 | –                 | 23                | The Real Thing     |
| 1990                           | „Epic”                                      | 9                 | 25                | 2                 | 1                 | –                 | –                 | –                 | –                 | –                 | –                 | –                 | –                 | 25                | The Real Thing     |
| 1990                           | „Falling to Pieces”                         | 92                | 40                | 12                | 26                | –                 | –                 | –                 | –                 | –                 | –                 | –                 | –                 | 41                | The Real Thing     |
| 1992                           | „Midlife Crisis”                            | –                 | 32                | 1                 | 31                | 9                 | –                 | –                 | –                 | –                 | –                 | –                 | –                 | 10                | Angel Dust         |
| 1992                           | „A Small Victory”                           | –                 | –                 | 11                | 84                | –                 | –                 | –                 | –                 | –                 | –                 | –                 | –                 | 29                | Angel Dust         |
| 1992                           | „Everything’s Ruined”                       | –                 | –                 | –                 | 63                | –                 | –                 | –                 | –                 | –                 | –                 | –                 | –                 | 28                | Angel Dust         |
| 1993                           | „Easy”                                      | 58                | –                 | –                 | 1                 | –                 | –                 | –                 | 10                | 2                 | –                 | 11                | 9                 | 3                 | Angel Dust         |
| 1993                           | „Another Body Murdered”                     | –                 | –                 | –                 | –                 | –                 | –                 | –                 | –                 | –                 | 41                | –                 | –                 | 26                | Judgment Night OST |
| 1995                           | „Digging the Grave”                         | –                 | –                 | –                 | 12                | –                 | –                 | 23                | –                 | 11                | 16                | 39                | –                 | 16                | King for a Day...  |
| 1995                           | „Ricochet”                                  | –                 | –                 | –                 | 58                | –                 | –                 | –                 | –                 | –                 | –                 | –                 | –                 | 27                | King for a Day...  |
| 1995                           | „Evidence”                                  | –                 | –                 | –                 | 27                | –                 | –                 | –                 | 42                | –                 | 38                | –                 | –                 | 32                | King for a Day...  |
| 1997                           | „Ashes to Ashes”                            | –                 | 23                | –                 | 8                 | –                 | 7                 | –                 | –                 | 14                | 39                | –                 | 50                | 15                | Album of the Year  |
| 1997                           | „Last Cup of Sorrow”                        | –                 | 14                | –                 | 66                | –                 | –                 | –                 | –                 | –                 | 32                | –                 | –                 | 51                | Album of the Year  |
| 1997                           | „Stripsearch”                               | –                 | –                 | –                 | 83                | –                 | –                 | –                 | –                 | –                 | –                 | –                 | –                 | –                 | Album of the Year  |
| 1998                           | „This Town Ain’t Big Enough for Both of Us” | –                 | –                 | –                 | 69                | –                 | –                 | –                 | –                 | –                 | –                 | –                 | 7                 | 40                | Plagiarism         |
| 1998                           | „I Started a Joke”                          | –                 | –                 | –                 | 58                | –                 | –                 | –                 | –                 | –                 | 38                | –                 | –                 | 49                | Who Cares a Lot?   |
| „–” pozycja nie była notowana. |                                             |                   |                   |                   |                   |                   |                   |                   |                   |                   |                   |                   |                   |                   |                    |

## Wideografia
| Rok  | Tytuł                                                                                    | Certyfikat   |
| ---- | ---------------------------------------------------------------------------------------- | ------------ |
| 1990 | You Fat Bastards: Live at the Brixton Academy - Data: 20 sierpnia 1990 - Wydawca: Slash  | - USA: złoto |
| 1993 | Video Croissant - Data: 2 lutego 1993 - Wydawca: Slash, Warner Bros.                     |              |
| 1999 | Who Cares a Lot: Greatest Videos - Data: 23 lutego 1999 - Wydawca: Slash, Reprise, Rhino |              |
| 2006 | You Fat Bastards/Who Cares a Lot - Data: 23 maja 2006 - Wydawca: Slash, Reprise, Rhino   |              |

## Teledyski
| Rok  | Tytuł                    | Reżyseria             |
| ---- | ------------------------ | --------------------- |
| 1988 | „We Care a Lot”          | Bob Biggs & Jay Brown |
| 1988 | „Anne’s Song”            | Tamra Davis           |
| 1989 | „From out of Nowhere”    | Doug Freel            |
| 1990 | „Epic”                   | Ralph Ziman           |
| 1990 | „Falling to Pieces”      | Ralph Ziman           |
| 1990 | "Surprise! You’re Dead!” | Billy Gould           |
| 1992 | „Midlife Crisis”         | Kevin Kerslake        |
| 1992 | „A Small Victory”        | Marcus Nispel         |
| 1992 | „Everything’s Ruined”    | Kevin Kerslake        |
| 1992 | „Easy”                   | Barry McGuire         |
| 1993 | „Another Body Murdered”  | Marcus Raboy          |
| 1995 | „Digging the Grave”      | Marcus Raboy          |
| 1995 | „Ricochet”               | Alex Hemming          |
| 1995 | „Evidence”               | Walter A. Stern       |
| 1997 | „Ashes to Ashes”         | Tim Royes             |
| 1997 | „Last Cup of Sorrow”     | Joseph Khan           |
| 1997 | „Stripsearch”            | Philip Stolzt         |
| 1998 | „I Started a Joke”       | Vito Rocco            |
| 2016 | „Cone Of Shame”          | Goce Cvetanovski      |

## Nagrody i wyróżnienia
| Rok  | Kategoria                        | Tytułem             | Nagroda                         | Nota      |
| ---- | -------------------------------- | ------------------- | ------------------------------- | --------- |
| 1990 | Best Metal Performance           | The Real Thing      | Grammy                          | Nominacja |
| 1990 | Best Heavy Metal/Hard Rock Video | „Epic”              | MTV Video Music Awards          | Nominacja |
| 1991 | Best Hard Rock Performance       | Epic                | Grammy                          | Nominacja |
| 1991 | Best Visual Effects in a Video   | „Falling to Pieces” | MTV Video Music Awards          | Laur      |
| 1991 | Best Heavy Metal/Hard Rock Video | „Falling to Pieces” | MTV Video Music Awards          | Nominacja |
| 1991 | Best Art Direction in a Video    | „Falling to Pieces” | MTV Video Music Awards          | Nominacja |
| 1993 | Best Hard Rock Performance       | Angel Dust          | Grammy                          | Nominacja |
| 1993 | Best Art Direction               | „A Small Victory”   | MTV Video Music Awards          | Nominacja |
| 2015 | Best Album                       | Sol Invictus        | Metal Hammer Golden Gods Awards | Laur      |